# Extel
 (janvier 2024).
La mise en forme du texte ne suit pas les recommandations de Wikipédia : il faut le « wikifier ».
Les points d'amélioration suivants sont les cas les plus fréquents. Le détail des points à revoir est peut-être précisé sur la page de discussion.
- Les titres sont pré-formatés par le logiciel. Ils ne sont ni en capitales, ni en gras.
- Le texte ne doit pas être écrit en capitales (les noms de famille non plus), ni en gras, ni en italique, ni en « petit »…
- Le gras n'est utilisé que pour surligner le titre de l'article dans l'introduction, une seule fois.
- L'italique est rarement utilisé : mots en langue étrangère, titres d'œuvres, noms de bateaux, etc.
- Les citations ne sont pas en italique mais en corps de texte normal. Elles sont entourées par des guillemets français : « et ».
- Les listes à puces sont à éviter, des paragraphes rédigés étant largement préférés. Les tableaux sont à réserver à la présentation de données structurées (résultats, etc.).
- Les appels de note de bas de page (petits chiffres en exposant, introduits par l'outil «  Source ») sont à placer entre la fin de phrase et le point final[comme ça].
- Les liens internes (vers d'autres articles de Wikipédia) sont à choisir avec parcimonie. Créez des liens vers des articles approfondissant le sujet. Les termes génériques sans rapport avec le sujet sont à éviter, ainsi que les répétitions de liens vers un même terme.
- Les liens externes sont à placer uniquement dans une section « Liens externes », à la fin de l'article. Ces liens sont à choisir avec parcimonie suivant les règles définies. Si un lien sert de source à l'article, son insertion dans le texte est à faire par les notes de bas de page.
- La présentation des références doit suivre les conventions bibliographiques. Il est recommandé d'utiliser les modèles {{Ouvrage}}, {{Chapitre}}, {{Article}}, {{Lien web}} et/ou {{Bibliographie}}. Le mode d'édition visuel peut mettre en forme automatiquement les références.
- Insérer une infobox (cadre d'informations à droite) n'est pas obligatoire pour parachever la mise en page.

Pour une aide détaillée, merci de consulter Aide:Wikification.
Si vous pensez que ces points ont été résolus, vous pouvez retirer ce bandeau et améliorer la mise en forme d'un autre article.
Extel est une société britannique d'information financière fondée en 1862 sous le nom de The Exchange Telegraph Company pour exploiter le Stock Ticker, qui a été acquise au XXe siècle par le quotidien Financial Times, et appartenant au XXIe siècle au groupe de médias canadien Thomson Reuters.

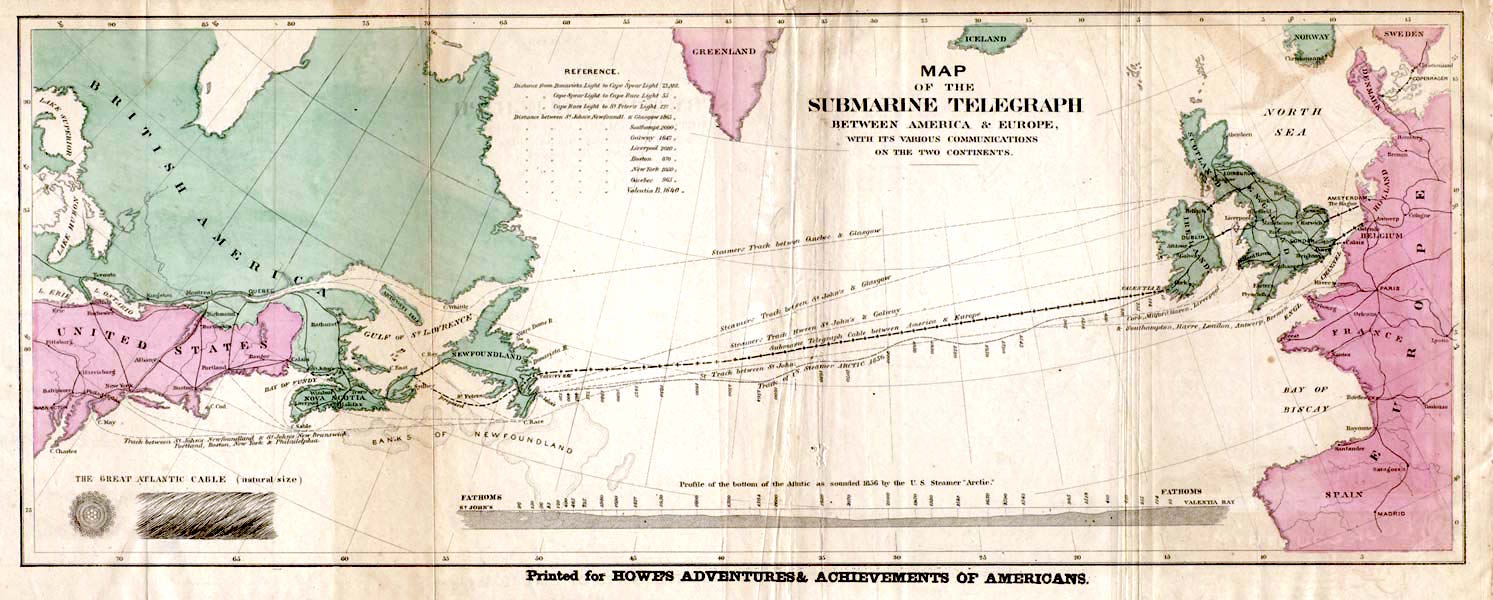
Carte du tracé du 1er câble transatlantique en 1858.

## Histoire

### XIXesiècle
Créée en 1862, Extel (acronyme d'Exchange Telegraph) s'appelle alors "The Exchange Telegraph Company" mais ne devient vraiment active qu'en 1872, lorsqu'elle est refondée par William Henry Davies, Sir James Anderson, capitaine du "Great Eastern", qui a posé le premier Câble télégraphique transatlantique et l'américain George Baker Field, le 28 mars. Lord William Montague Hay est son premier président et le capitaine W H Davies, autre officier du "Great Eastern", est nommé à la direction.
En 1867, Thomas Edison, invente le Stock Ticker, machine imprimant des cours de Bourse à distance, avec un son ressemblant au mot « tick » d'où le nom de « ticker » donné au codes des actions, perfectionnée la même année par Edward A. Calahan, sur des bandes de papier de 1,9 centimètre de large. L'Exchange Telegraph Company propose au London Stock Exchange (LSE) de l'utiliser mais ce dernier refuse, en 1867 puis en 1868: en effet, il craint la création d'autres bourses utilisant ses propres cours. Le ticker ne sera utilisée qu'à partir de 1872  à Londres, où le nombre de courtiers autorisés à s'en servir est limité et des obstacles techniques créés délibérément, lorsque le "Post Office" britannique accorde à l'Extel une autorisation pour opérer dans un espace de 900 yards autour du London Stock Exchange. Des autorisations lui sont aussi accordées à Liverpool, Manchester, Leeds, Birmingham, Glasgow et Edinbourg et dans chaque ville, son service permet aussi d'appeler un taxi, la police ou un service de messagerie. 
La société déploie son propre câble transatlantique pour concurrencer le premier câble installé en 1866. Un service d'informations sur le Parlement démarre en 1876, suivi par un service d'informations générales en 1879, qui inclut la couverture du sport et de l'actualité internationale. En 1882 sont créées des firmes spécifiques, la Liverpool Exchange Telegraph Company et la Glasgow Exchange Telegraph Company. En 1891, c'est un service d'information sur la Justice. Au cours de sa deuxième décennie d'existence, l'Extel est un sérieux concurrent pour l'Agence Reuters et elle produit son propre journal au cours de la Guerre des Boers.

### XXesiècle
Dès 1906, l'Extel a de filiales à Birmingham, Bristol, Brighton, Glasgow, Hull, Leeds, Liverpool, Manchester, Newcastle et Nottingham et l'année suivante est lancé un service financier plus rapide par l'ingénieur Frederick Higgins (ETC's chief engineer from 1872.
En 1913, l'Extel s'investit dans la collecte et la distribution d'informations à l'échelle internationale et les services publicitaires. Un département statistique est créé en 1919, pour agréger différentes sources d'information sur les principales activités des sociétés. L'Extel se diversifie ainsi vers la production de fiches d'information sur les finances des entreprises cotées en Bourse, qui sont lancées en 1922 et deviennent une référence, sous le nom d'"Extel Cards".
Le service international ferme en 1956, et les services d'informations parlementaires et juridiques en 1965, l'année qui voit la fin de l'accord avec la Press Association dans ce domaine.
Dans les années 1970, Extel lance une étude auprès des investisseurs institutionnels britanniques, connue à partir de 1974 comme "The Extel survey". Un autre de ses produits phares sera le Hoover's Handbook, qui inclut des fiches rédigées sur l'histoire des sociétés.
Extel est rachetée par United Newspapers en 1987 puis en 1993 par le groupe de médias britanniques Pearson, qui la fusionne avec une des divisions du Financial Times et l'organise en deux branches distinctes : l'information financière et les bases de données. 
En 1991, Extel met sur pied une coentreprise avec l'Agence France-Presse pour créer un service d'informations financières, AFX News. Côté bases de données, la marque est rachetée par Primark en 1992 avant d'atterrir en 2000 dans le giron du groupe de médias canadien Thomson Financial en 2000, qui rachète aussi en 2006 AFX News juste avant de fusionner avec l'agence de presse Reuters pour devenir Thomson Reuters.